# E fumo ancora
E fumo ancora è un singolo del rapper italiano Mostro, ottava traccia del secondo album in studio Ogni maledetto giorno, pubblicato l'8 giugno 2018.

## Descrizione
Il brano è dedicato al fratello Vittorio venuto a mancare nel 2015 a seguito di un incidente stradale, ne è stata pubblicata una versione acustica nel 2018 come traccia bonus nell'Inferno Edition del disco che ha visto la partecipazione di Ultimo.

## Tracce
1. E fumo ancora – 3:53
2. E fumo ancora - Acoustic Version (feat Ultimo) – 3:53

## Classifiche
| Classifica (2017) | Posizione massima |
| ----------------- | ----------------- |
| Italia            | 74                |